# Stephos gyrans
Stephos gyrans is een eenoogkreeftjessoort uit de familie van de Stephidae. De wetenschappelijke naam van de soort is voor het eerst geldig gepubliceerd in 1893 door Giesbrecht.